# Banshee (jeu vidéo)
Pour les articles homonymes, voir Banshee (homonymie).
Banshee est un jeu vidéo de type shoot 'em up à défilement vertical développé et édité par Core Design, sorti en 1994 sur Amiga 1200 et Amiga CD32.

## Postérité
En août 1996, la revue britannique Amiga Power publie un top 100 des meilleurs jeux Amiga de tous les temps, dans lequel Banshee figure en 39e position. Le jeu est jugé « incroyablement intense, avec des graphismes sublimes, et peaufiné dans les moindres détails » .